# (2479) Sodankylä
(2479) Sodankylä – planetoida z pasa głównego asteroid okrążająca Słońce w ciągu 3 lat i 253 dni w średniej odległości 2,39 au. Została odkryta 6 lutego 1942 roku w Obserwatorium Iso-Heikkilä w Turku przez Yrjö Väisälä. Nazwa planetoidy pochodzi od fińskiego miasta Sodankylä. Przed nadaniem nazwy planetoida nosiła oznaczenie tymczasowe (2479) 1942 CB.